# Molophilus orumbera
Molophilus orumbera là một loài ruồi trong họ Limoniidae. Chúng phân bố ở miền Australasia.